# Chodov (Prague)
Pour les articles homonymes, voir Chodov.
Chodov est un quartier pragois situé dans le sud-ouest de la capitale tchèque, appartenant à l'arrondissement de Prague 11, d'une superficie de 277 hectares est un quartier de Prague. En 2001, la population était de 58140 habitants. 
La ville est devenue une partie de Prague en 1968.